# Salon van Apollo
De Salon van Apollo is een van de staatsievertrekken op de eerste verdieping van het Kasteel van Versailles.
Het plafond van de zaal heeft een schildering van de god Apollo in de zonnewagen, geschilderd door Charles de La Fosse.
Deze zaal was de troonzaal. Hier werden audiënties gehouden. Ook werd hij voor muziek gebruikt.
Er is een schouw en het portret van Lodewijk XVI geschilderd door Callet.
Op de plaats waar de troon stond, hangt nu een wandtapijt.